# Malans (Gryzonia)
Malans – miejscowość i gmina w Szwajcarii, w kantonie Gryzonia, w regionie Landquart.

## Demografia
W Malans mieszkają 2 462 osoby. W 2020 roku 8,4% populacji gminy stanowiły osoby urodzone poza Szwajcarią. 

## Transport
Przez teren gminy przebiegają drogi główne nr 3, nr 13, nr 28 i nr 414.